# Pseudoleskea circinata
Pseudoleskea circinata là một loài Rêu trong họ Leskeaceae. Loài này được (Brid.) Lindb. mô tả khoa học đầu tiên năm 1871.